# Eriophora
Genre
Synonymes
- Epeirella Mello-Leitão, 1941

Eriophora est un genre d'araignées aranéomorphes de la famille des Araneidae.

## Distribution
Les espèces de ce genre se rencontrent en Amérique, en Afrique subsaharienne et en Asie de l'Est.

## Liste des espèces
Selon World Spider Catalog (version 23.5, 31/12/2022) :
- Eriophora conica (Yin, Wang & Zhang, 1987)
- Eriophora edax (Blackwall, 1863)
- Eriophora fuliginea (C. L. Koch, 1838)
- Eriophora nephiloides (O. Pickard-Cambridge, 1889)
- Eriophora neufvilleorum (Lessert, 1930)
- Eriophora ravilla (C. L. Koch, 1844)
- Eriophora virgata Piza, 1976

## Systématique et taxinomie

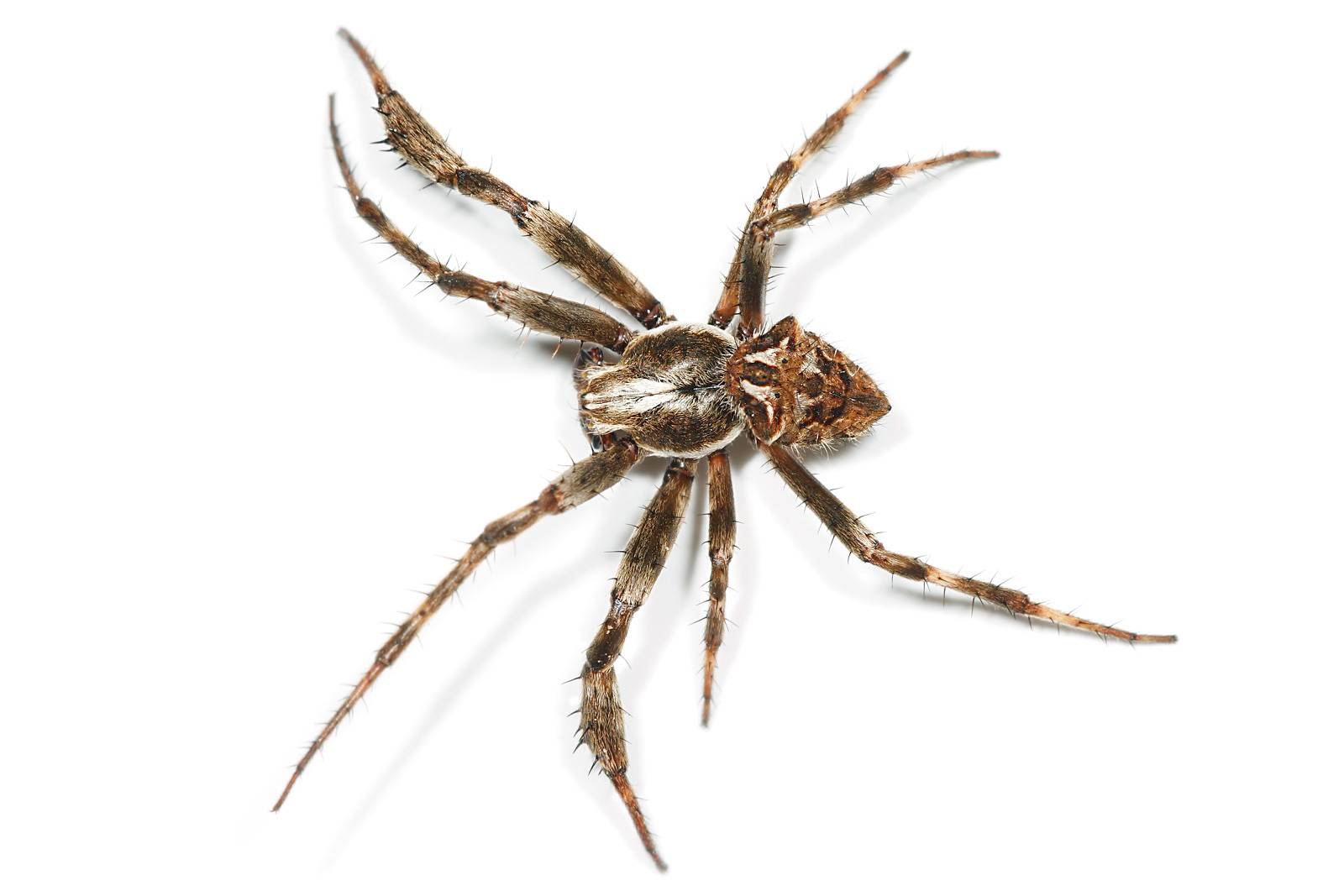
Eriophora adulte male

Ce genre a été décrit par Simon en 1864 dans les Epeiridae.
Epeirella a été placé en synonymie par Levi en 2002.

## Publication originale
- Simon, 1864 : Histoire naturelle des araignées (aranéides). Paris, p. 1-540 (texte intégral).